# Vivienda digna

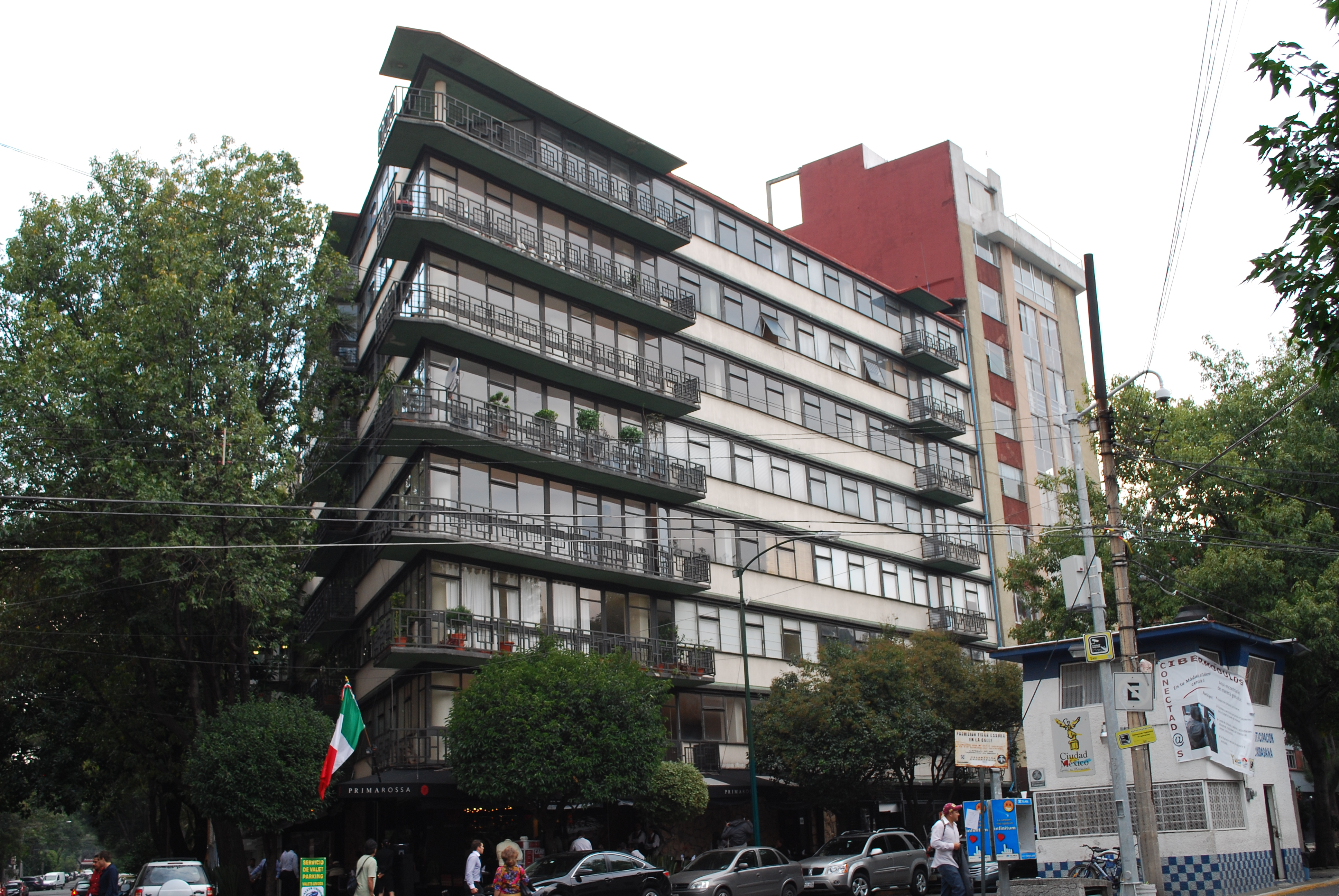
Bloque de viviendas en Ciudad de México

Vivienda digna, vivienda adecuada, también vivienda asequible, según el Comité de Derechos Económicos, Sociales y Culturales de la ONU, es aquella vivienda donde los ciudadanos o las familias pueden vivir con seguridad, paz y dignidad. La vivienda digna es consustancial al llamado derecho a la vivienda recogido en los Derechos Económicos, Sociales y Culturales cuyo cumplimiento es determinante en la igualdad social promovida por algunos grupos.
El acceso a la vivienda puede ser en propiedad, ya sea cuando se tienen ahorros para pagar el precio de la vivienda o si no se tienen suficientes se firma un contrato de crédito hipotecario con un banco; puede ser en alquiler o, si se está en situación de desempleo, subempleo, precariedad laboral o exclusión social, y dependiendo de los países y territorios y municipios, se puede optar a la vivienda social pública.
En el caso de compra de vivienda o alquiler la Organización de Naciones Unidas (ONU) señala como criterio de asequibilidad para el acceso a la vivienda, ya sea en compra o alquiler, que el máximo de todos los ingresos del hogar destinados al pago del crédito o renta de alquiler mensual sea inferior al 30% de todos los ingresos disponibles mensualmente.

## Derecho a una vivienda digna y adecuada

El Derecho a la vivienda digna aparece recogido en el artículo 25 de la Declaración Universal de los Derechos Humanos de 1948. Algunas constituciones nacionales también lo recogen.

El derecho universal a una vivienda, con el calificativo de digna y adecuada, aparece como uno de los derechos humanos, aparece recogido en la Declaración Universal de los Derechos Humanos en su artículo 25, apartado 1 y en el artículo 11 de Pacto Internacional de Derechos Económicos, Sociales y Culturales (PIDESC):

Artículo 25.1 Declaración Universal de los Derechos Humanos: Toda persona tiene derecho a un nivel de vida adecuado que le asegure, así como a su familia, la salud y el bienestar, y en especial la alimentación, el vestido, la vivienda, la asistencia médica y los servicios sociales necesarios; tiene asimismo derecho a los seguros en caso de desempleo, enfermedad, invalidez, viudez, vejez u otros casos de pérdida de sus medios de subsistencia por circunstancias independientes de su voluntad.

En el artículo 11 de Pacto Internacional de Derechos Económicos, Sociales y Culturales (PIDESC) aparece el término vivienda adecuada:

Artículo 11 del Pacto Internacional de Derecho Económicos, Sociales y Culturales: Toda persona tiene el derecho a un nivel de vida adecuado para sí misma y para su familia, incluyendo alimentación, vestido y vivienda adecuadas y una mejora continuada de las condiciones de existencia, la asistencia médica y los servicios sociales necesarios; tiene asimismo derecho a los seguros en caso de desempleo, enfermedad, invalidez, viudez, vejez u otros casos de pérdida de sus medios de subsistencia por circunstancias independientes de su voluntad.

El derecho a la vivienda es un derecho fundamental cuyo impacto social ha sido contrastado por la investigación científica internacional.

## Libertades y derechos del derecho a una vivienda digna

### Libertades del derecho a una vivienda adecuada
El derecho a una vivienda adecuada abarca varias libertades:
- La protección contra el desahucio o desalojo forzoso y la destrucción y demolición arbitrarias del hogar;
- El derecho de ser libre de injerencias arbitrarias en el hogar, la privacidad y la familia; y
- El derecho de elegir la residencia y determinar dónde vivir y el derecho a la libertad de circulación

### Derechos contenidos en el derecho a la vivienda adecuada
El derecho a una vivienda adecuada contiene otros derechos:
- La seguridad de la tenencia; protección contra los desahucios o desalojos forzosos;
- La restitución de la vivienda, la tierra y el patrimonio;
- El acceso no discriminatorio y en igualdad de condiciones a una vivienda adecuada;
- La participación en la adopción de decisiones vinculadas con la vivienda en el plano nacional y en la comunidad.

### ONU - Condiciones de una vivienda digna y adecuada
La ONU considera que las condiciones que debe tener una vivienda digna y adecuada son:
- 1.- La seguridad de la tenencia: la vivienda no es adecuada si sus ocupantes no cuentan con cierta medida de seguridad de la tenencia que les garantice protección jurídica contra el desahucio desalojo forzoso, el hostigamiento y otras amenazas.
- 2.- Disponibilidad de servicios, materiales, instalaciones e infraestructura: la vivienda no es adecuada si sus ocupantes no tienen agua potable, instalaciones sanitarias adecuadas, energía para la cocción, la calefacción y el alumbrado, y conservación de alimentos o eliminación de residuos.
- 3.- Asequibilidad: la vivienda debe ser asequible, no es adecuada si su costo pone en peligro o dificulta el disfrute de otros derechos humanos por sus ocupantes. El coste no debe superar el 30% de los ingresos.
- 4.- Habitabilidad: la vivienda no es adecuada si no garantiza seguridad física o no proporciona espacio suficiente, así como protección contra el frío, la humedad, el calor, la lluvia, el viento u otros riesgos para la salud y peligros estructurales.
- 5.- Accesibilidad: la vivienda no es adecuada si no se toman en consideración las necesidades específicas de los grupos desfavorecidos y marginados.
- 6.- Ubicación: la vivienda no es adecuada si no ofrece acceso a oportunidades de empleo, servicios de salud, escuelas, guarderías y otros servicios e instalaciones sociales, o si está ubicada en zonas contaminadas o peligrosas.
- 7.- Adecuación cultural: la vivienda no es adecuada si no toma en cuenta y respeta la expresión de la identidad cultural.

## Características de la vivienda digna
El Comité de Derechos Urbanos de Naciones Unidas en su Observación General n.º 4, define y aclara el concepto del derecho a una vivienda digna y adecuada, ya que el derecho a una vivienda no se debe interpretar en un sentido restrictivo simplemente de cobijo sino, que debe considerarse más bien como el derecho a vivir en seguridad, paz y dignidad.
unas de la cosas de una vivienda digna son cocina, cama, sofá, lavadora etc.
En distintas constituciones y en algunos países o regiones -en Francia, en Escocia donde desde 2003 está aprobada la Homeless Act, en España la Constitución española regula el derecho a una vivienda digna y adecuada en su artículo 47, también en algunas comunidades autónomas existen leyes que regulan el derecho a la vivienda, así ocurre en Andalucía donde está aprobada la Ley reguladora del Derecho a la vivienda en Andalucía o en el País Vasco la Ley de Vivienda del País Vasco, estos conceptos se amplían relacionando ciudad y vivienda, como también lo ha reconocido la Comisión de Asentamientos Humanos y la Estrategia Mundial de Vivienda, donde el concepto de vivienda digna y adecuada significa también derecho a un espacio adecuado, seguridad adecuada, iluminación y ventilación adecuadas, infraestructuras y equipamientos adecuados, etc.
Por tanto el derecho a una vivienda digna y adecuada, debemos unirlo a que estas viviendas se ubiquen en espacios plenamente equipados, en barrios dotados de servicios urbanos, accesibles, con espacios intermedios de relación que permita la comunicación vecinal, estamos hablando viviendas en unas ciudades vivas donde es posible el desarrollo familiar y personal a todos los niveles que la sociedad avanzada demanda.
Para que una vivienda sea digna y adecuada, además debe ser:
- Vivienda fija y habitable.
- Vivienda de calidad
- Vivienda asequible y accesible.
- Seguridad jurídica de tenencia

### Vivienda fija y habitable
Una vivienda debe ser fija y habitable, se deben planificar, proyectar, ejecutar, utilizar y conservar de tal forma que se cumplan los requisitos básicos de funcionalidad, seguridad, habitabilidad y accesibilidad, establecidos por las normas de cada país. Donde cumpla con unos mínimos requisitos de confort, aislamiento climático (frío, humedad, lluvia, calor), seguridad estructural, calidad constructiva, entre otros.
Una vivienda adecuada debe contener ciertos servicios indispensables para la salud, la seguridad, la comodidad y la nutrición.  Todos los beneficiarios del derecho a una vivienda adecuada deberían tener acceso permanente a recursos naturales y comunes, a agua potable, a energía para la cocina, la calefacción y el alumbrado, a instalaciones sanitarias y de aseo, de almacenamiento de alimentos, de eliminación de desechos, de drenaje y a servicios de emergencia.

### Calidad de la vivienda
Además de las reseñadas con anterioridad, se está introduciendo otro conceptos para el cumplimiento de los compromisos de Kioto y así en determinados países se comienza a incorporar otros parámetros de sostenibilidad y eficiencia como los relativos a adaptación a las condiciones climáticas, minimización de impactos ambientales, reducción del ruido, gestión adecuada de los residuos generados, ahorro y uso eficiente del agua y la energía renovable.
La vivienda adecuada y digna debe encontrarse en un lugar que permita el acceso a las opciones de empleo, equipamientos, espacios libres, accesibles al transporte público, a los servicios de atención de la salud, centros de atención para niños, escuelas y otros servicios sociales. Es decir la vivienda debe construirse en entornos urbanos plenamente dotados. De manera semejante, la vivienda no debe construirse en lugares contaminados ni en la proximidad inmediata de fuentes de contaminación que amenazan el derecho a la salud de los habitantes.

### Vivienda asequible, asequibilidad y vivienda protegida
La vivienda digna y adecuada debe ser asequible a los que tengan el derecho. Pero especialmente la legislación y normativa de cada país, debe concederse a los grupos de población en situación de desventaja o bajo poder adquisitivo. Por ello las políticas de vivienda protegida, en sus distintos regímenes alquiler o propiedad deben contemplar unos precios protegidos o asequibles para personas y/o familias con escasos recursos.

#### ONU: costo menor al 30% de ingresos
La asequibilidad, costo o coste de la vivienda debe ser tal que todas las personas puedan acceder a ella sin poner en peligro el disfrute de otras necesidad o satisfactores básicos o el ejercicio de sus derechos humanos.
La ONU, en 2018, declaró que una vivienda es asequible si un hogar destina menos del 30% de su ingreso en gastos asociados a la vivienda (ONU, 2018).

### Seguridad jurídica de tenencia
La seguridad jurídica de tenencia de la vivienda es el cumplimiento jurídico y también práctico del Derecho a la vivienda. La tenencia adopta una variedad de formas, como el alquiler (público y privado), la vivienda en cooperativa, la vivienda en propiedad, la vivienda de emergencia y los alojamientos públicos y privados.  Sea cual fuere el tipo de tenencia, todas las personas deben gozar de cierto grado de seguridad de tenencia que les garantice una protección legal contra el desahucio, el hostigamiento u otras amenazas.  Por consiguiente, los Estados Partes deben adoptar inmediatamente medidas destinadas a conferir seguridad legal de tenencia a las personas y los hogares que en la actualidad carezcan de esa protección consultando verdaderamente a las personas y grupos afectados.